# 吉田夕梨花
吉田夕梨花（日语：／ Yoshida Yurika，1993年7月7日—）出生於北海道北見市，是一名日本女子冰壺運動員。她是北見Loco Solare冰壺俱樂部的隊員，姊姊吉田知那美也是隊友之一。她曾於2016年代表日本奪得該國首枚世界冰壺錦標賽獎牌，並在2018年冬季奥林匹克運動會中代表日本女子冰壺队参赛，為日本摘得銅牌。

## 生平
由於母親和姊姊的影響，她從五歲開始接觸冰壺運動。中學時期和姊姊吉田知那美、小野寺佳步、鈴木夕湖等人組成的隊伍「常呂中學校ROBINS」，在日本冰壺錦標賽上打敗奧運代表「青森隊」而名譟一時，夕梨花也成為當時最年輕的參賽者。
高校二年級時，加入由本橋麻里率領的北見Loco Solare冰壺俱樂部。其後該隊獲得2015年亞洲及太平洋冰壺錦標賽冠軍以及2016年世界女子冰壺錦標賽亞軍，並代表日本參加2018年冬季奧林匹克運動會女子冰壺比賽，奪得銅牌。

## 外部連結
- ロコ・ソラーレ （日語）